# Jean Baptiste Brice Tavernier
Pour les articles homonymes, voir Tavernier.
Jean Baptiste Brice Tavernier (1744-1825) est un ingénieur, peintre et dessinateur français du XVIIIe siècle.

## Biographie
Fils d'un aubergiste, Jean Baptiste Brice Tavernier naît à Metz dans les Trois-Évêchés, le 27 juillet 1744. Enfant doué, il est envoyé à Paris très jeune pour son éducation et devient ingénieur des ponts et chaussées à l'âge de 20 ans. 
Doué aussi pour le dessin, il participe à l'ouvrage « Le voyage de France et d'Italie », pour les plans et les vues de Picardie. Revenu dans sa ville natale avec son épouse, Marie Pioré, Jean Baptiste Brice Tavernier travaille pour le génie pendant la Révolution française, avant de retourner à la vie civile. 
Devenu aveugle en 1819, il est hébergé chez son fils et décède, à Metz, le 28 octobre 1825, à l'âge de 81 ans. 
Le théâtre de Lorient du XVIIIe siècle a été construit selon ses plans. Jean Baptiste Brice Tavernier était apprécié par ses contemporains pour sa peinture animalière et ses vues. Il a composé une centaine de paysages à l'huile.

## Sources
- Émile Auguste Nicolas Jules Bégin, Biographie de la Moselle : histoire par ordre alphabétique de toutes les personnes nées dans ce département, t. 4, Metz, 1832.